# Tupistra khangii
Tupistra khangii tên tiếng Việt: Tỏi rừng Khang là một loài tỏi đá thuộc chi Tupistra. Loài này được tìm thấy tại dường đông của núi Pha Luông khu phục hồi của rừng đặc dụng Xuân Nha, bản Cột Mốc, xã Tân Xuân, huyện Vân Hồ, tỉnh Lào Cai – Việt Nam. Được đặt tên theo nhà thực vật học Việt Nam Nguyễn Sinh Khang.